# M+C Schiffer

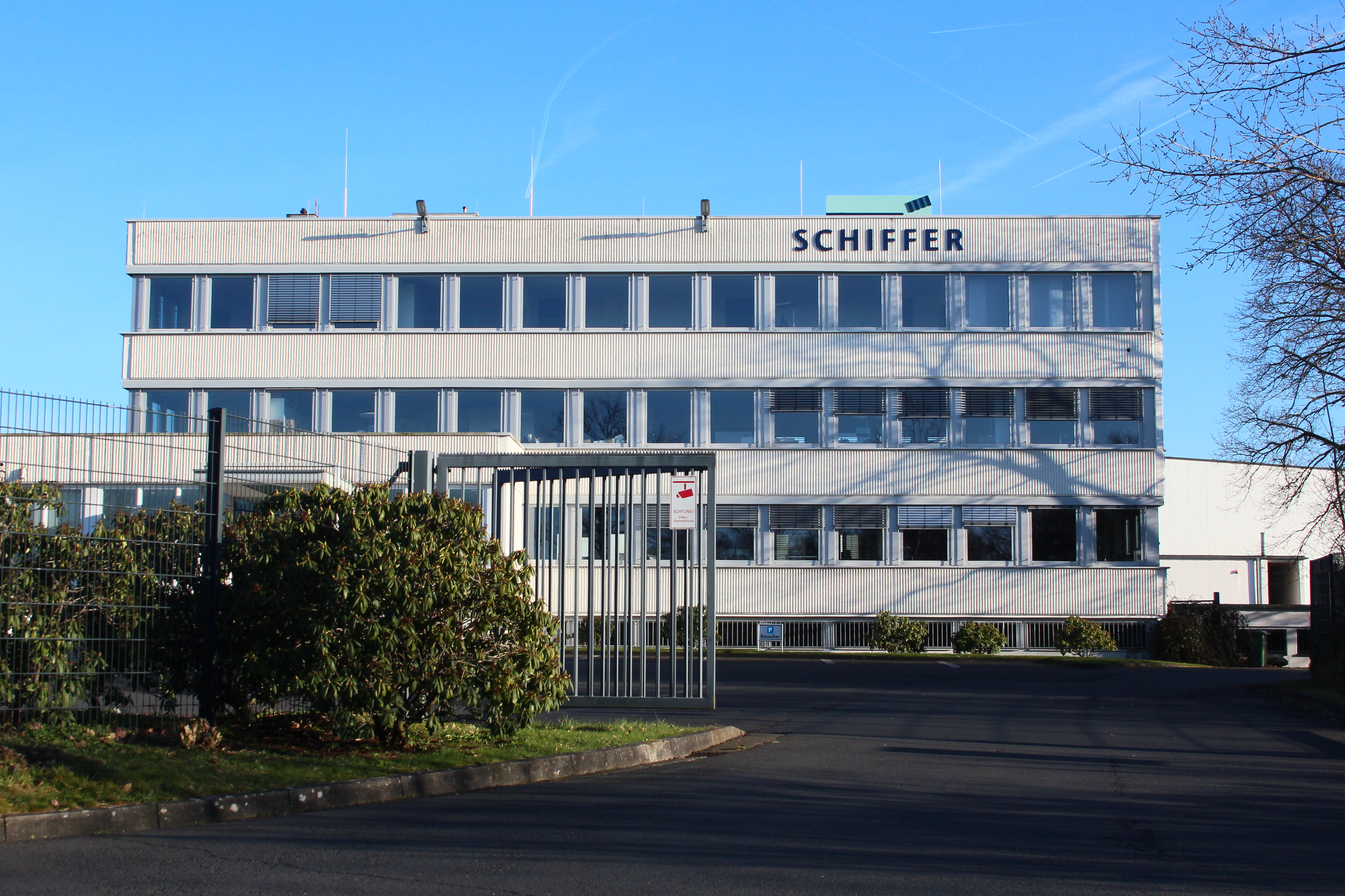
Firmensitz in Fernthal

Die Schiffer Holding GmbH & Co. KG ist ein deutscher Hersteller von Zahnpflegeprodukten mit Hauptsitz im  Neustadt (Wied). Beteiligungsgesellschaften mit eigener Fertigung befinden sich in Stützengrün, Adnet (Österreich) und Goa (Indien).
Das Unternehmen befindet sich im Besitz der Familie Schiffer.
Mit einer Tagesproduktion von einer Million Stück ist Schiffer der größte unabhängige Zahnbürstenhersteller der Welt und produziert u. a. für Marken der Unternehmen GlaxoSmithKline, Unilever und Philips, die sich vorwiegend auf Entwicklung, Marketing und Vertrieb von Konsumgütern spezialisiert haben, oder Marken von Discountern.

## Geschichte
M+C Schiffer wurde 1887 als Rheydter Bürstenfabrik gegründet. 1945 spezialisierte sich das Unternehmen auf die Herstellung von Zahnbürsten, entwickelte und patentierte 1949 die erste „ankerlose“ Zahnbürste. 1953 entwickelt das Unternehmen die Marke Dr. Best und etabliert sie am Markt, bis sie 1970 verkauft wird. 1960 gründet M+C Schiffer eine Niederlassung in Österreich, 1991 folgen die Dentabross GmbH mit der Firma Bürstenmann in Stützengrün und 1996 Schiffer & Menezes in Goa, Indien. 1997 entwickelt die Firma das „In-Mold-Verfahren“, das die Nachteile ankerbasierter Bürsten vermeidet und seitdem zunehmend Anwendung findet.